# 饥饿的心
《饥饿的心》（英語：Hungry Hearts）是一部2014年萨维里奥·康斯坦佐执导的意大利剧情片，入围第71届威尼斯影展主竞赛单元，来自美国的男演员亚当·德赖弗和意大利的女演员阿尔芭·罗尔瓦赫尔分别赢得最佳男演员和最佳女演员奖。它也是2014年多伦多影展特别展映作品。

## 剧情
意大利女孩米娜和美国男孩朱迪在纽约偶遇热恋，之后结婚生子。然而米娜为了孩子的健康成长所采取的极端做法却带来了悲剧结局。

## 角色
- 亚当·德赖弗 - Jude
- 阿尔芭·罗尔瓦赫尔 - Mina
- Jake Weber - Dr. Bill
- Natalie Gold - Jennifer
- Victor Williams
- Victoria Cartagena - Monica
- Cristina J. Huie - NYPD Officer Dugan

## 创作
导演萨维里奧在新闻发布会上谈到创作初衷表示，“我并不想对任何人做出评判，只是讲述一个故事，观察主人公们的反应，也不想做心理分析，最多有一点社会分析。我对两位男女主人公都充满了温柔和爱”。影片以美国纽约为故事发生地和拍摄地，曾在那里生活过的导演以亲身经历作证，“一个意大利女孩独自在那里，可以感受到这种孤独。以及食品问题，要知道如果没有条件，在那里很难拥有在意大利这样的高质量食品，意大利的食品比美国更加规范。所以主人公只好自己想办法。我在美国纽约受过罪，有权利这样讲述。”

## 评价
新浪影评：“探索当代社会环境下父母面对孩子的抚养方式和责任，导演选择了一个及其罕见的角度来挖掘，一步步展现在一个污染严重的现代社会环境下，一个走向极端的母亲和一个深爱妻子和孩子的年轻丈夫，一次次在妥协和冲突中走向不归路的悲剧。一个走火入魔，虽然有着良好动机却最终引发悲剧的母亲，一个深爱妻子和孩子，却不得不做出激烈反应的丈夫，尽管是初次合作，两位男女主人公的表演自然又可信。”